# 新石垣機場
新石垣機場（日语：／ Shin-Ishigaki kūkō */?）是一座位於日本沖繩縣八重山群島石垣島上的一座機場，該機場取代舊有的石垣機場成為該區域的對外航空交通之機場，2013年3月6日起正式對外營運。其主要民航業務為往返日本本土以及沖繩地區的國內線航班，除此之外尚有營運往返臺北以及香港的定期國際航班。在波照間機場於2008年11月至2024年1月停止定期航班期間，新石垣機場曾為日本仍有定期班機起降的最南端機場。
在機場的國內線及國際線正門，所用的名稱並不是稱為「新石垣機場」，而是「南方之島石垣機場」（南ぬ島石垣空港）；當中（Pai-nu）是採用八重山語，而非日語讀音「／」（Nanpō）。

## 背景
一直以來，石垣島的對外交通都是依賴舊石垣機場。這個於1943年落成，原只作舊日本軍的海軍飛行場，1956年起兼任民航用途。雖然位處市中心附近，但面對日益增加的旅客，以及地理條件限制，原有的設備根本已超出負荷。而跑道於1979年經過擴建後，長度亦只有1,500米長，只能容許如波音737系列或Dash 8一類的小型飛機起降（且有時不能在全滿的情況下起降），1990年及1992年，日空航空和琉球空中通勤獲准加入營運後，情況變得更差，就連本來的客運大樓也不敷應用，而要在旁加建臨時的出入閘大樓。
在高峰時期，每天共有約60班航班在石垣機場起降，再加上日本自衛隊接收了舊日本軍的設施後仍保留軍事用地，跑道亦有需要作軍機起落之用．在如此高使用量的情況下，興建新機場的提議便在80年代末端至90年代開初首先提出。由於石垣機場北面旁邊有古琉球王國的遺跡，不能再擴建，因此需要在其他地方另覓選址興建。

## 航空公司與航點
| 航空公司                              | 目的地                                  |
| ------------------------------------- | --------------------------------------- |
| 日本航空 由日本越洋航空（NU）營運     | 東京-羽田、大阪-關西、沖繩              |
| 日本航空 由琉球空中通勤營運           | 沖繩、與那國                            |
| 全日本空輸（NH）                      | 伊丹                                    |
| 全日本空輸（NH） 由全日空之翼航空營運 | 東京-羽田、大阪-關西、名古屋-中部、沖繩 |
| 空之子航空（6J）                      | 沖繩                                    |
| 樂桃航空（MM）                        | 大阪-關西、東京-成田、福岡              |
| 第一航空                              | 波照間（預定2025年3月）                 |
| 中華航空                              | 臺北-桃園                               |
| 台灣虎航                              | 臺北-桃園                               |
| 香港快運航空                          | 香港                                    |
| 真航空                                | 首爾-仁川                               |

## 交通配套
相比舊石垣機場和石垣市中心區及渡海碼頭相距只有約3公里，新石垣機場與市中心相距為15公里。一般私家車或計程車沿國道390號來往需時約30分鐘。另外亦可選搭石垣島的巴士公司「東運輸」的機場線公車（4號及10號兩條路線）或「嘉利觀光巴士」的公車，都能連接石垣市中心，碼頭及機場。
原來通往舊機場的縣道214號於2016至2017年間伸延至新機場入口後，市中心通往新機場可節省約13分鐘，大約是４成的時間，造價近82億日圓。
另外，石垣市市長中山義隆亦有提及考慮興建路面電車（LRT）連接市中心和機場，但現時仍未有具體落實的計劃。

## 外部連結
- 南ぬ島石垣空港 （页面存档备份，存于）（日語）（英文）（繁體中文）（简体中文）
- 新石垣空港建設対策室 （页面存档备份，存于） - 沖繩縣
- 沖縄県の空港 （页面存档备份，存于） - 沖繩縣空港課
- WWFジャパン サンゴ礁保護研究センター （页面存档备份，存于）（白保に設立されたサンゴ礁保護研究センター）
- 八重山・白保の海を守る会 （页面存档备份，存于）
- 新石垣空港の開港と石垣空港の移転について （页面存档备份，存于） - 日本航空
- 新石垣空港の開港と石垣空港の移転について - 全日本空輸